# Eversdijk
Eversdijk is een buurtschap en een voormalige heerlijkheid in de gemeente Kapelle, in de Nederlandse provincie Zeeland. De buurtschap vormde tot 1815 een eigen gemeente totdat het werd opgenomen in de gemeente Kapelle. Eversdijk is gebouwd in de typische ringdorpstijl die vrij algemeen is op Zuid-Beveland.
Het middeleeuwse landschap van Zuid-Beveland bestond uit grote met klei afgedekte veengebieden waar de kreekruggen doorheen sneden. Eversdijk ontstond in de elfde eeuw en lag diep in het veengebied. Aan het veen dankte het zijn ontstaan, want dit kon worden uitgegraven en verkocht. De naam van het dorp is afkomstig van een onbekende Everdeis, die hier door de dorpsbewoners een klein dijkje liet aanleggen.
De bebouwing ontstond op het snijpunt van twee wegen. Met een verbindingsweg daartussen was de kleine dorpskom voltooid. Binnen deze drie wegen lieten de nakomelingen van Everdeis de aan St. Paulus gewijde kerk bouwen. De kerk van het naburige ’s-Heer Abtskerke fungeerde als moederkerk. In de loop van de middeleeuwen bleef het dorp in zijn ontwikkeling steken. De voornaamste reden hiervoor was het uitgeput raken van de veenwinning rondom het dorp. Vanaf de Reformatie stond de kerk ongebruikt en leeg. In de loop van de achttiende eeuw werd Eversdijk een gehucht waar amper voldoende mensen voor het gemeentebestuur konden worden gevonden. In 1815 voegde men het bij Kapelle. De verwaarloosde kerk stortte in 1821 in en moest worden gesloopt, een lot dat de toren in 1840 trof. Tegenwoordig bestaat Eversdijk uit verspreid staande boerderijen en woonhuizen aan de middeleeuwse kerkring, de Kerkhofweg en de Eversdijkseweg.

## De kerk van Eversdijk
De kerk van Eversdijk was gewijd aan St. Paulus. Al met de Reformatie is Eversdijk op kerkelijk gebied bij Kapelle getrokken. De vanaf dat moment ongebruikte kerk is in 1821 ingestort. In 1840 werd de toren gesloopt.
De klok was in 1525 door Petrus Waghevens gegoten en had een zeer zuiver geluid. De klok droeg het volgende opschrift: Sebastiaen ben ic ghegoten van Peter Waghevens te Mechelen binnen lof heb God tot rechter minnen, MCCCCCLLD
Onder dit kringvormig opschrift ziet men vier afbeeldingen, minder fraai en zuiver bewerkt, wellicht voorstellingen uit het leven van de heilige Sebastiaan. Op 11 juni 1840 is de klok openbaar verkocht. Toen de klok van 's-Heer Abtskerke was gescheurd en onbruikbaar was geworden, is de klok uit Eversdijk daar door een ruil met de burgerlijke gemeente Kapelle terechtgekomen.

## Afbeeldingen

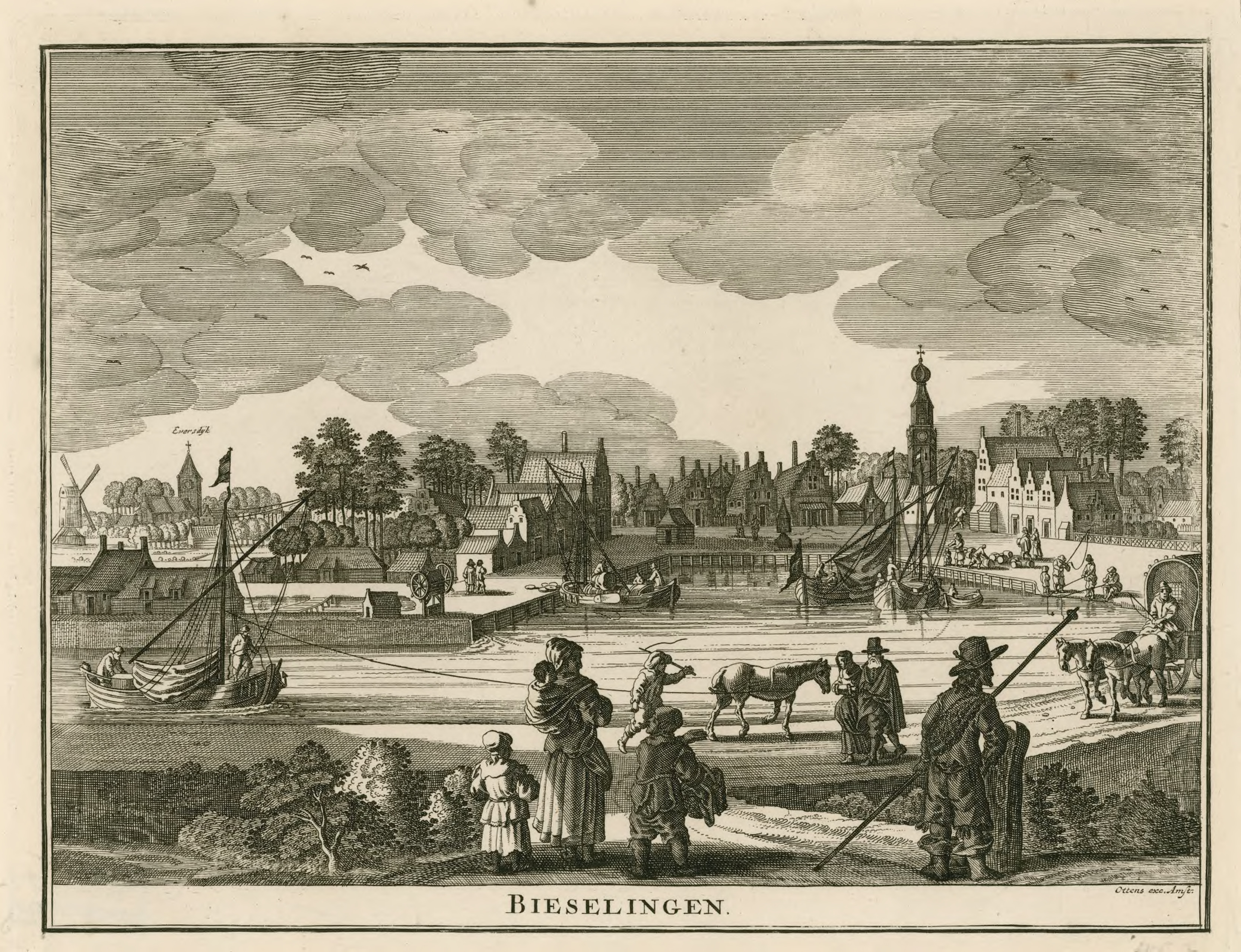
Een prent van Biezelinge met Eversdijk op de achtergrond (ca. 1650-1662)
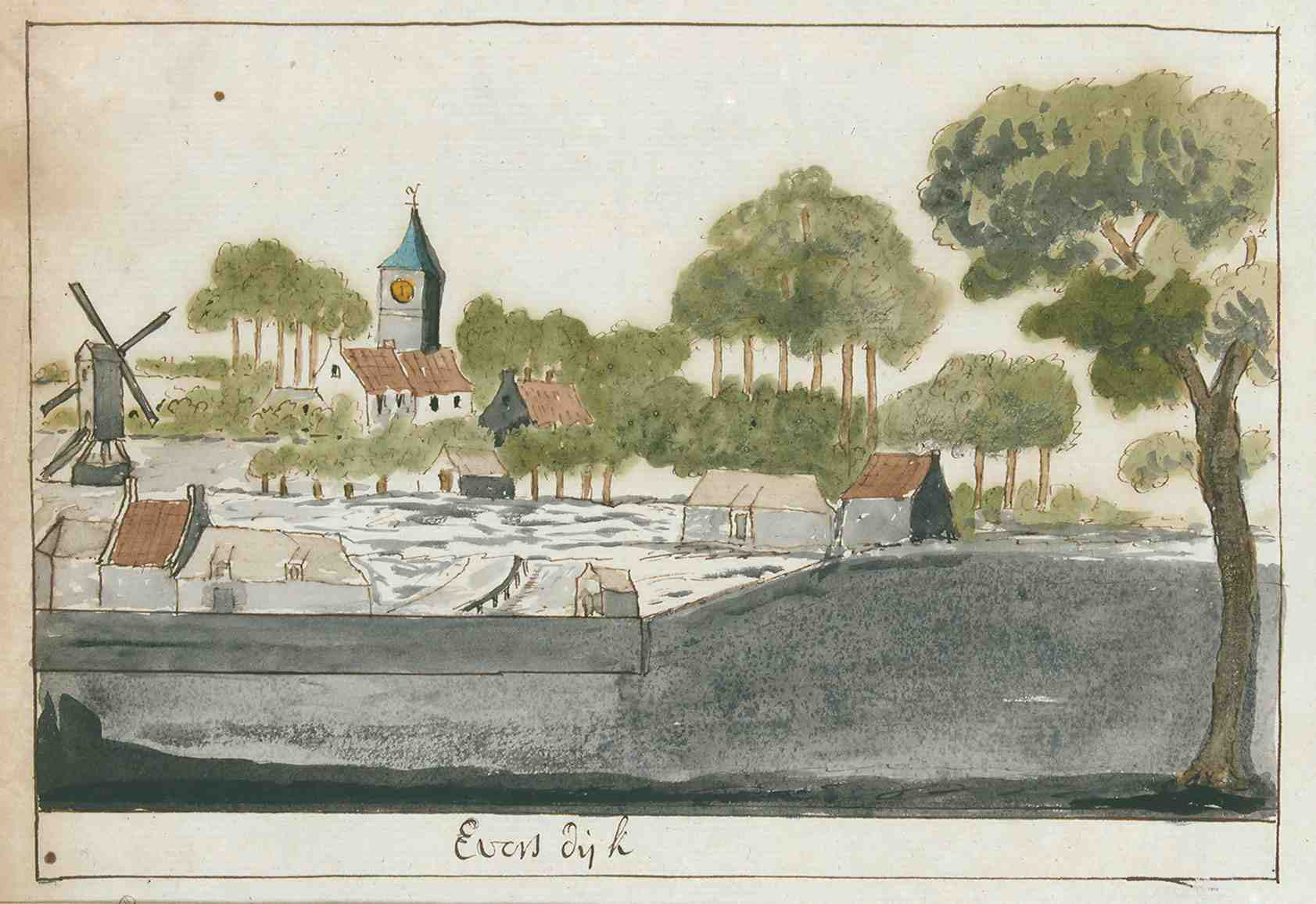
Ingekleurde prent van Eversdijk (ca. 1710-1735)
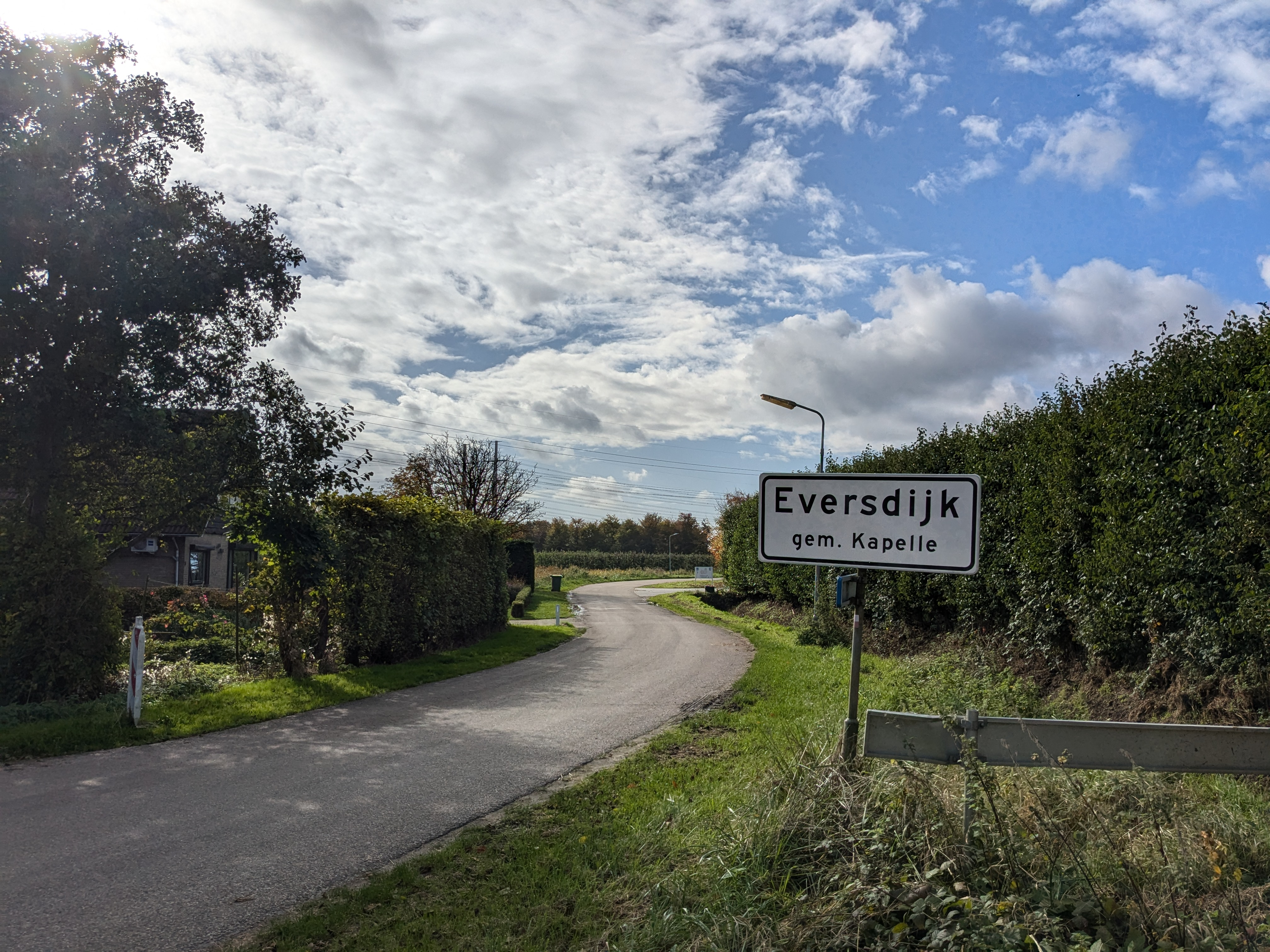
Plaatsnaambord Eversdijk
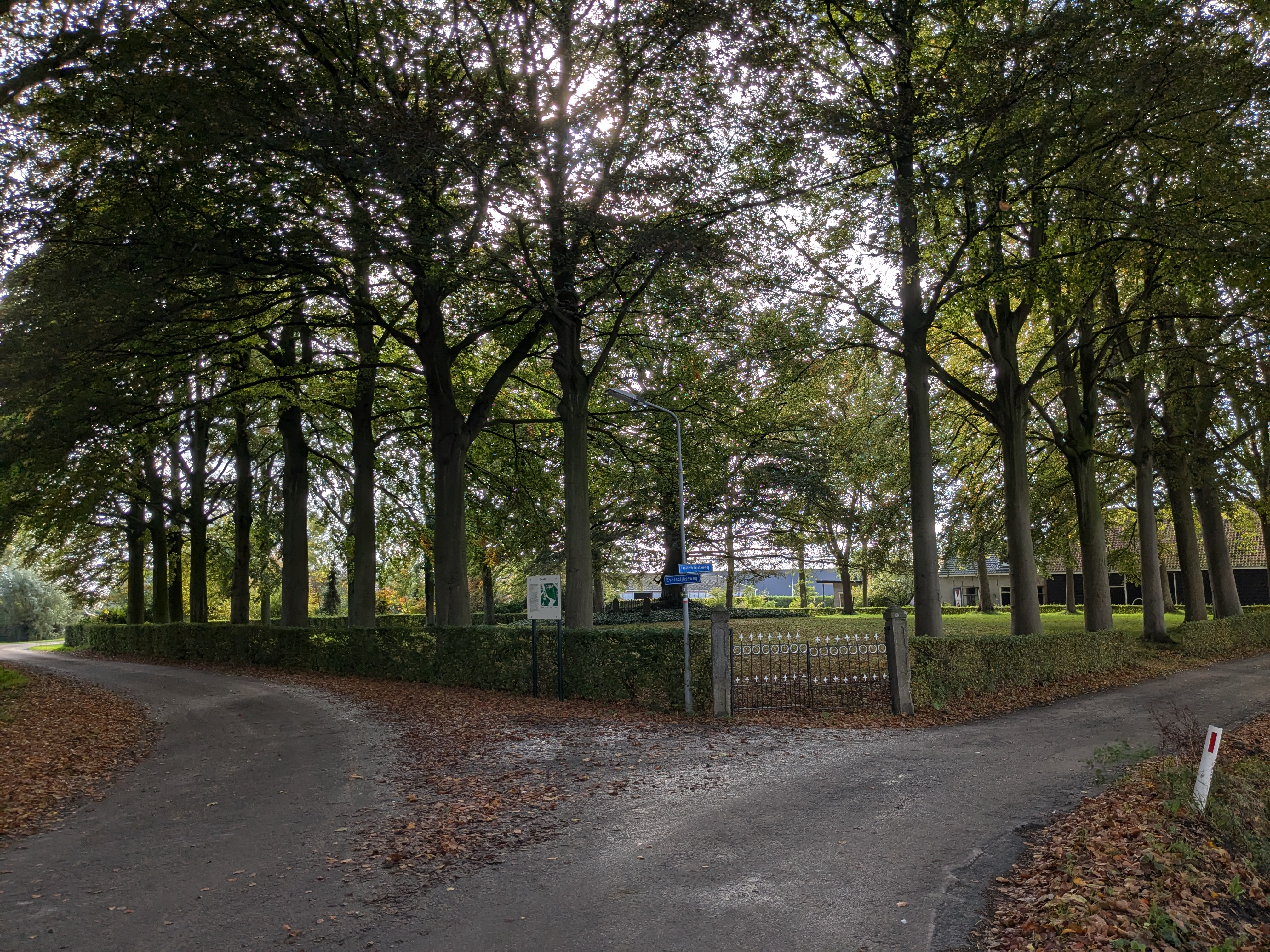
Kerkring Eversdijk
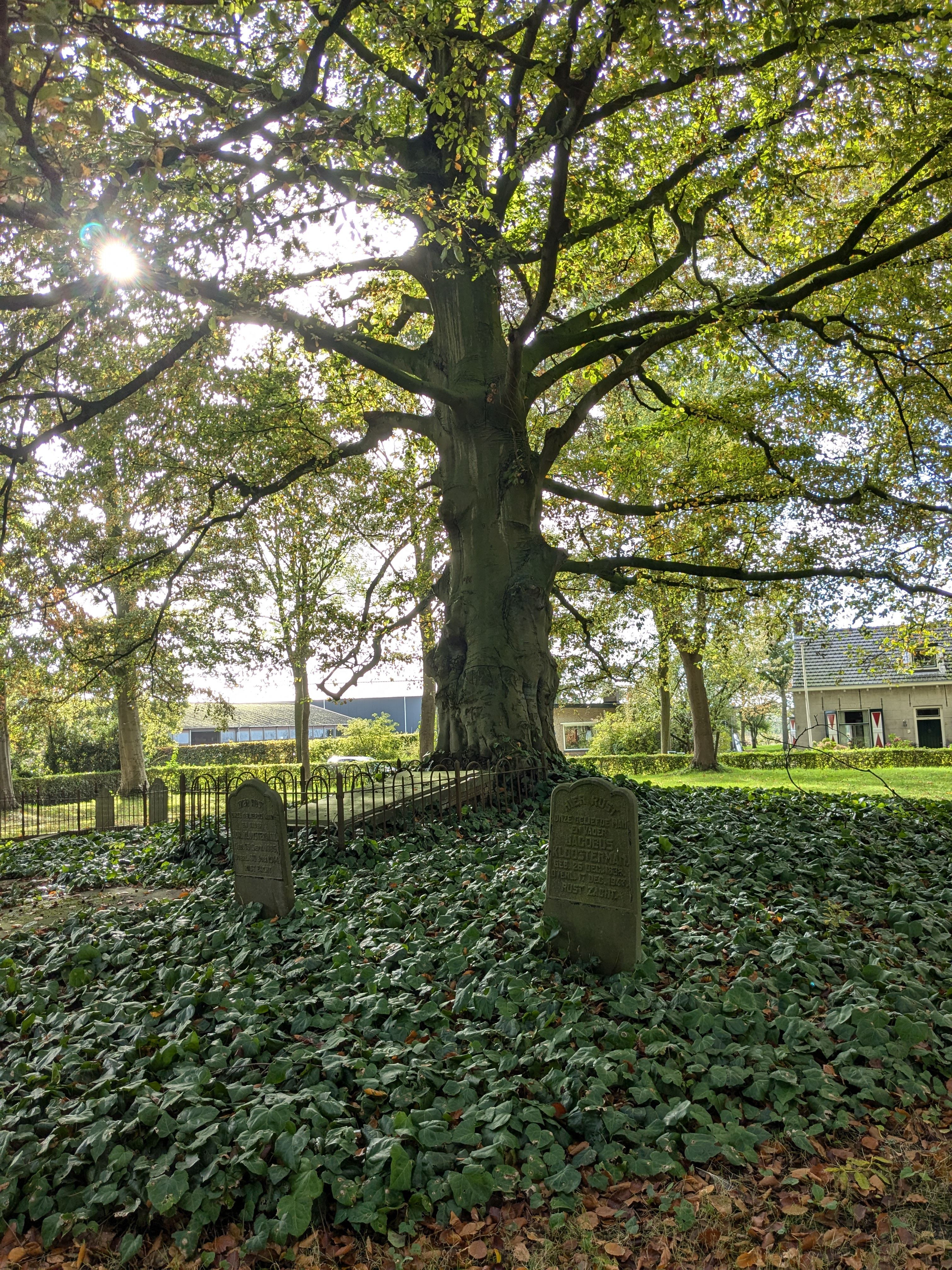
Grafstenen op het kerkhof van Eversdijk
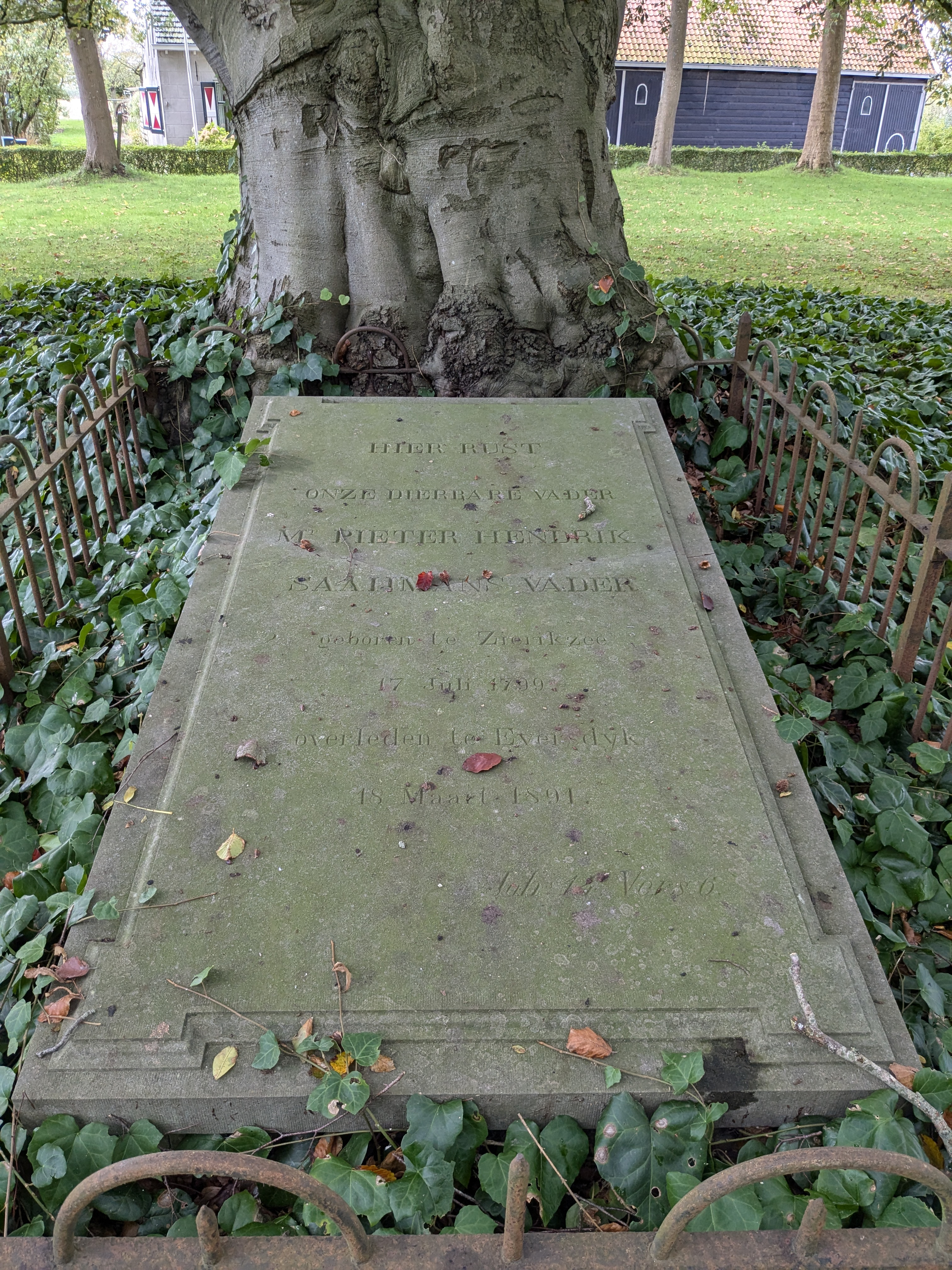
Grafsteen van Pieter Hendrik Saaymans Vader
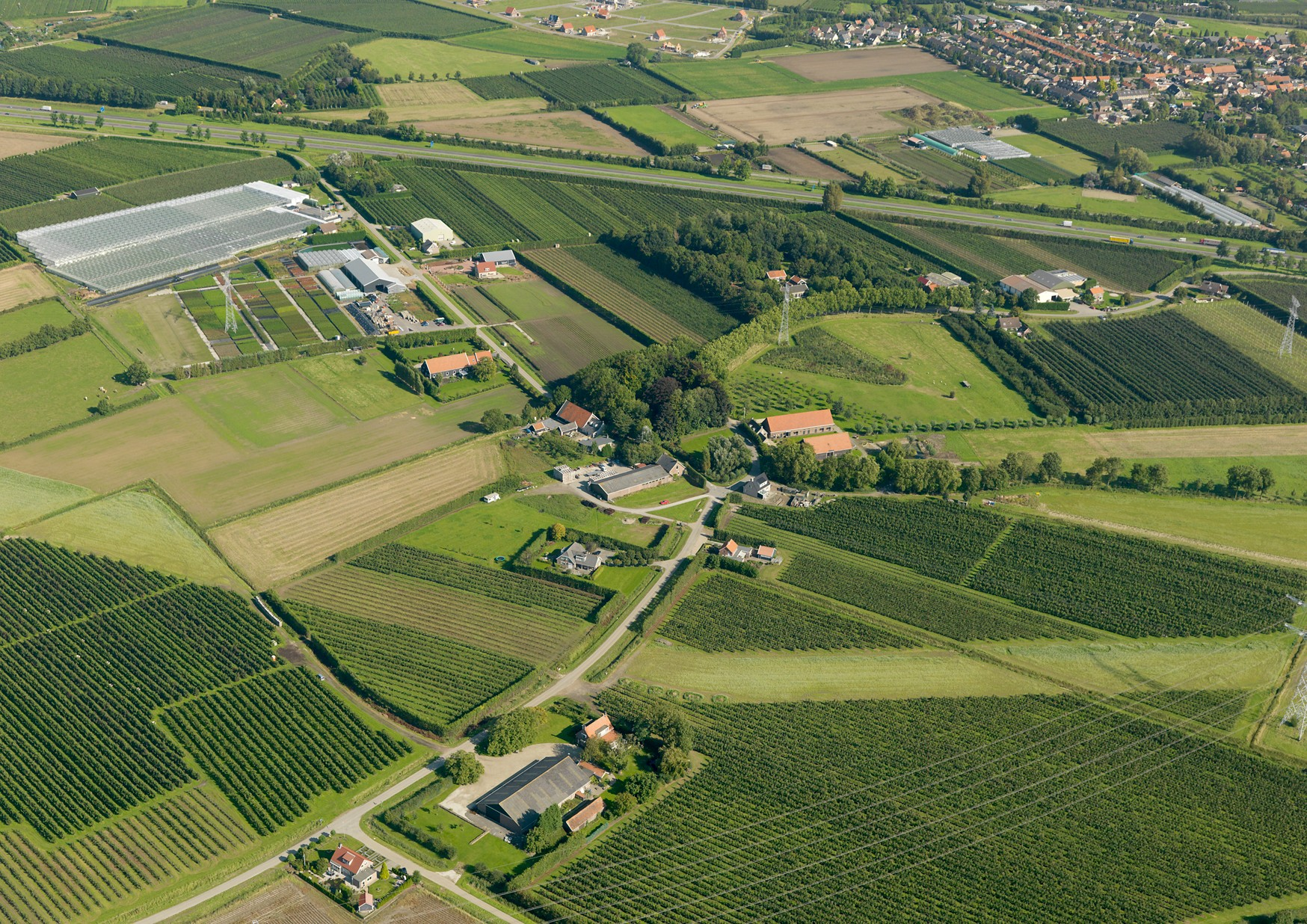
Gezicht op Eversdijk uit de lucht